# اپرا و باله ملی فنلاند
اپرا و باله ملی فنلاند (انگلیسی: Finnish National Opera and Ballet)، (فنلاندی: Suomen Kansallisooppera ja -baletti; سوئدی: Finlands Nationalopera och -balett) یک تالار اپرا و باله واقع در هلسینکی است.
دفتر مرکزی آن در خانه اپرا در تولو است که در سال ۱۹۹۳ افتتاح شد و مالکیت آن متعلق به سنای فنلاند است.

## پیشینه
اجرای منظم اپرا در فنلاند از سال ۱۸۷۳ با تأسیس شرکت اپرای فنلاند توسط کارلو برگبوم آغاز شد. پیش از آن اپرا در فنلاند به صورت پراکنده توسط کمپانی‌های تورگردانی و به مناسبت‌هایی توسط هنرمندان آماتورهای فنلاندی اجرا می‌شد.
با این حال، شرکت اپرای فنلاند خیلی زود در یک بحران مالی قرار گرفت و در سال ۱۸۷۹ به ورشکستگی رسید. در طول شش سال فعالیت، اپرای فنلاند ۲۶ اجرا به روی صحنه برد.
احیای مجدد اپرای فنلاند حدود ۳۰ سال بعد انجام شد. گروهی از شخصیتهای برجسته اجتماعی و فرهنگی، به رهبری ستاره بین‌المللی سوپرانو آینو آکته، اپرای داخلی را در سال ۱۹۱۱ تأسیس کردند. از همان ابتدا، مدیران اپرا تصمیم گرفتند که پای هنرمندان خارجی و فنلاندی را درگیر کند. در ۱۹۱۴ عنوان این مجموعه به اپرای فنلاند تغییر نام داد. در سال ۱۹۵۶، اپرای فنلاند نام فعلی خود را به دست آورد.
بین سال‌های ۱۹۱۸ تا ۱۹۹۳ تئاتر الکساندر خانه این اپرا بود که به صورت دائمی به این شرکت واگذار شده بود. این خانه با اجرای افتتاحیه آیدا جوزپه وردی افتتاح شد.

## برنامه‌ها
اپرا و باله ملی فنلاند دارای ۳۰ خواننده سولو، یک گروه کر حرفه‌ای متشکل از ۶۰ خواننده و ارکستر اختصاصی خود با ۱۲۰ عضو است. این باله ۹۰ رقصنده از ۱۷ کشور جهان دارد. اپرا ۷۳۵ کارمند اداری دارد.
سالیانه اپرای ملی فنلاند چهار تا شش اپرا برپا می‌کند که شامل ۱۴۰ اجرا است. باله سالانه حدود ۱۱۰ اجرا را ترتیب می‌دهد. اپرای ملی فنلاند سالانه حدود ۲۵۰٬۰۰۰ بازدید کننده دارد. تالار اپرا دارای دو سالن اجتماعات است و سالن اصلی ۱۳۵۰ نفر ظرفیت دارد.